# Rijksbeschermd gezicht Lage Zwaluwe
Gezicht Lage Zwaluwe is een van rijkswege beschermd dorpsgezicht in Lage Zwaluwe in de Nederlandse provincie Noord-Brabant. De procedure voor aanwijzing werd gestart op 22 december 2005. Het gebied werd op 8 februari 2011 definitief aangewezen. Het beschermd gezicht beslaat een oppervlakte van 29,3 hectare.
Panden die binnen een beschermd gezicht vallen krijgen niet automatisch de status van beschermd monument. Wel zal de gemeente het bestemmingsplan aanpassen om nieuwe ontwikkelingen in het gebied te reguleren. De gezichtsbescherming richt zich op de stedenbouwkundige en cultuurhistorische waardering van een gebied en wil het toekomstig functioneren daarvan veiligstellen.